# (5820) Babelsberg
(5820) Babelsberg – planetoida z pasa głównego asteroid okrążająca Słońce w ciągu 3 lat i 309 dni w średniej odległości 2,45 j.a. Została odkryta 23 października 1989 roku. Przed nadaniem nazwy planetoida nosiła oznaczenie tymczasowe (5820) 1989 UF7.